# Paulianellus mureensis
Paulianellus mureensis är en skalbaggsart som beskrevs av Zdzisława Stebnicka 1981. Paulianellus mureensis ingår i släktet Paulianellus och familjen Aphodiidae. Inga underarter finns listade i Catalogue of Life.